# Bolota (Ursinho Pooh)
Bolota (Lumpy, no original em inglês), é um personagem da turma do Ursinho Puff. Ele foi o último personagem a ser introduzido na turma. Apesar de todos o chamarem de Bolota, seu nome verdadeiro é Efigênio Trancorneta Efalante 4(quarto).
Bolota é um efalante, uma espécie de animal fictícia semelhante a um elefante, porém são maiores, roxos e tem cauda de coelho.
Antigamente, Puff e seus amigos tinham medo de efalantes, mas no filme Pooh's Heffalump Movie, Guru descobre que, na verdade, os efalantes não oferecem perigo, a partir daí eles se tornam amigos do Bolota.
Sua comida favorita é Bisnandoim,uma espécie de bisccoito, Can é especialista em prepará-los. Apesar disso Bolota adora também mel, verduras e melancias (principalmente as da horta do coelho).
Desde sua primeira aparição em Pooh's Heffalump Movie, Bolota tem aparecido em todos os desenhos feitos do Puff, bem como em vários brinquedos e outros produtos.
Por ser um personagem muito novo, ele nunca conheceu alguns personagens como Kessie, Corujão e Roque-Roque, mas (com exceção de Kessie, que parece ter sido excluida da franquia) é possível que ele venha a conhecê-los em séries e filmes futuros.

## Aparições
- Pooh's Heffalump Movie (filme)
- Pooh's Heffalump Halloween Movie (filme)
- My Friends Tigger & Pooh (série animada)
- Pooh's Super Sleuth Christmas Movie (filme)